# Magistrado de la Antigua Grecia
Los magistrados de la Antigua Grecia eran los encargados de preparar y ejecutar las decisiones importantes tomadas por los órganos legislativos, ejecutivos y judiciales de las polis.

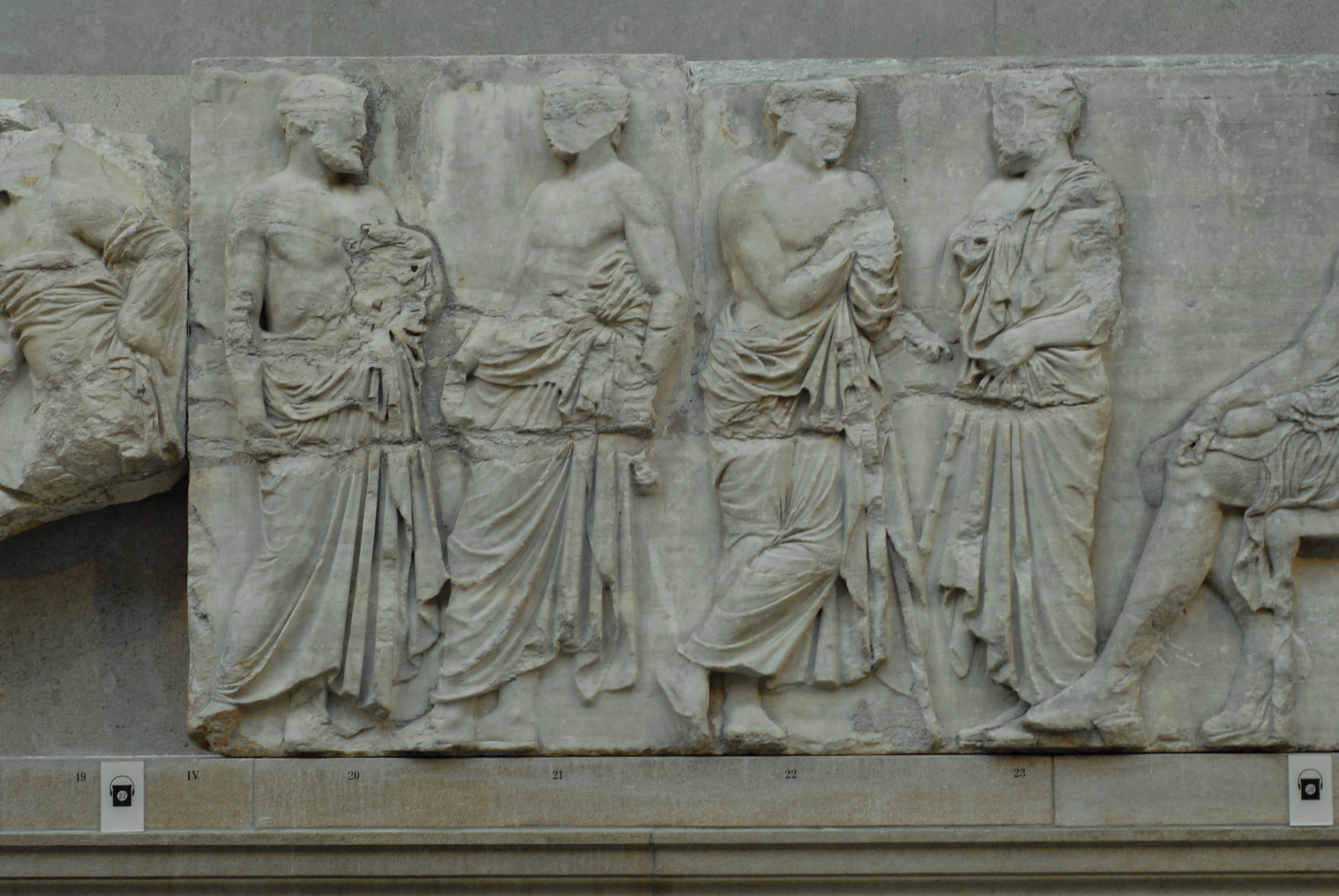
Friso con arcontes, héroes o magistrados. Bloque IV del friso este del Partenón.

## Definición de magistrados y magistratura
- Magistrados es la traducción de la expresión hai archai,[2] o de hai archontés,[3] aunque este segundo término usado como sinónimo, se empleaba más bien en referencia o alusión a los arcontes.[4]
- Magistratura, política o judicial: su significado entronca con la palabra arché,[5] a través del término, hai archai, que era empleado con frecuencia para hablar de aquellos que de manera colectiva, formaban una de las partes constitutivas del gobierno de la polis.[6][7]

### Concepción de Aristóteles
Aristóteles enumera los principios fundamentales de la democracia en su Política. No nombra apenas a la Ekklesía (Asamblea del pueblo) (órgano deliberativo y legislativo, fundamentalmente) y a los tribunales, ya que no plantean dificultades al respecto, sin embargo, cita un gran número de principios relativos al ejercicio de las funciones públicas:
1. Todos los ciudadanos tiene derecho de sufragio para la elección de los magistrados, además del derecho y la potestad a desempeñar una magistratura.
2. Cada uno en su ámbito tiene el deber de ejercer una magistratura.
3. En principio, todas las magistraturas se obtienen por sorteo, excepto algunas que requieren competencias específicas.
4. La facultad de ser magistrado no está limitada a la pertenencia o no, a una determinada clase censitaria. Se elimina,  por lo tanto, la barrera para el acceso al cargo de las clases medias y bajas.

- No se puede detentar la misma función pública más de una vez (o cuanto menos, un número restringido de veces). Salvo las funciones militares que carecen de esta limitación.
- El poder de decisión recae en la Asamblea, no en los magistrados.
- Son remuneradas. Preferentemente las colegiadas, que comportan la comida en común.
- Aunque una larga tradición justifique el cargo vitalicio, sus poderes se restringen y sus miembros se eligen por sorteo.

1. El trabajo de administración de los magistrados ha de estar bajo el control y fiscalización de los órganos de decisión: deben rendir cuentas siempre ante la asamblea del pueblo y los tribunales.[9]
2. Como principio común, las magistraturas deben ser colegiadas, no individuales.[10]

Aristóteles no incluye en el término archai a todos los que ejercen responsabilidades públicas sea cual fuere su método de designación: a los sacerdotes, los coregos, los heraldos públicos y los embajadores no los considera archai en sentido estricto. Eran un grupo de personajes oficiales bien definido por varias leyes, que Esquines parafrasea en su discurso Contra Ctesifonte, del cual se puede concluir que los criterios para ser magistrado comprendían:
- la elección o el sorteo (entre aquellos que tenían como mínimo 30 años de edad);
- la sumisión a un examen preliminar (dokimasia) antes de la toma de posesión del cargo;
- una duración mínima de 30 días en el ejercicio del cargo;
- la rendición de cuentas (euthynai) al cesar en sus funciones.

Tenían derecho:
- a presidir los tribunales (hègemonia tou dikastèriou);
- imponer multas de un montante pequeño (épibolas épiballein);
- a controlar los fondos públicos y a supervisar a los obreros públicos.

La segunda parte de la Constitución de los atenienses se considera que constituye un repaso de las magistraturas atenienses más importantes: Aristóteles enumera y describe 46 magistrados o colegios de magistrados. La característica más reseñable en esta lista es que considera el Consejo de los Quinientos (Boulé) como un colegio de magistrados. Esto concuerda con su afirmación en la Política, de que el Consejo es el más importante colegio de magistrados en una polis democrática, y también con la percepción que los atenienses tenían de su propia constitución: hoi archontés es un término utilizado en sus numerosas leyes, tanto para los miembros del Consejo como para los otros magistrados. Además, Esquines habla del Consejo como un colegio de magistrados designados por sorteo; Demóstenes aduce que el nombramiento por sorteo «dota a cualquier magistrado de arché, se la confiere de hecho (ya sea miembro del Consejo, tesmótetas, o cualquier otro)». No obstante, en otros pasajes hace una distinción entre los magistrados y el Consejo. Demóstenes, en su discurso Contra Aristogitón hace una división cuatripartita de los órganos del Estado: el Consejo, la Asamblea, el Tribunal del Pueblo y los colegios de magistrados. El Consejo, debido a su tamaño, composición, funciones e implicación en el trabajo de la Asamblea, gozaba de un sitio especial entre los colegios de magistrados atenienses.

## Requisitos

### En Atenas
La edad mínima para ser magistrado era la misma que para ser nomoteta o jurado, es decir, treinta años. El principio se mantuvo a lo largo de toda la historia de la democracia ateniense.

## Sistemas de elección
En la Antigua Grecia hubo un gran debate para saber si era mejor elegir a los magistrados o sortearlos. Sócrates encontraba ridícula la manera en que los atenienses elegían a los suyos: nadie habría tenido la idea de sortear un timonel, un arquitecto o una tañedora de flauta. Aristóteles señaló que la elección directa de los magistrados era una práctica oligárquica y el sorteo una práctica democrática. Era de hecho, la práctica de las democracias radicales. La democracia original «moderada» practicaba la elección directa, y era una democracia porque cada ciudadano tenía el derecho a elegir y a ser elegido, mientras que en las oligarquías, tanto uno como otro derecho estaban sometidos a una cualificación censitaria.

### En Atenas
La norma, según la cual los magistrados debían ser elegidos entre las tres primeras clases «solonianas» aún estuvo vigente en el siglo IV a. C. aunque según el autor danés, Mogens Herman Hansen, de facto no se aplicaba.
Los magistrados accedían a su cargo mediante elección directa o mediante sorteo. Los designados por la Asamblea ateniense y, en casos excepcionales, por las asambleas de las diez tribus eran elegidos en votación a mano alzada.
En el santuario de Teseo tenía lugar la elección por sorteo, bajo la presidencia de los nomotetas. Previamente, todos los magistrados debían someterse a una dokimasia y jurar ejercer sus cargos conforme a las leyes.
El juramento variaba según el colegio: los fragmentos que han subsistido del juramento de la Boulé (Consejo de los Quinientos), conciernen a los poderes judiciales.
La inmensa mayoría de magistrados atenienses era elegido por sorteo, y casi todos lo eran para un periodo de un año no renovable. El pueblo podía escoger mediante este método 1100 personas anualmente: 500 miembros del Consejo y otros 600 magistrados. El centenar de magistrados restante era designado mediante elección directa. Ahora bien, a pesar del gran número de puestos a cubrir, la regla general era que se elegía entre aquellos que habían sido candidatos en el sorteo. En el caso del Consejo los candidatos eran designados por la asamblea de su demo, para el resto, la tribu era la unidad base. Hay que distinguir entre los arcontes, elegidos al término de un doble procedimiento de sorteo, y el resto, para los cuales había un único sorteo. En suma, hay que contemplar tres procedimientos diferentes:
1. el sorteo de los arcontes
2. el sorteo del resto de magistrados
3. el sorteo del consejo.[38]

Los arcontes eran elegidos en dos tiempos: primero; cada tribu sorteaba diez candidatos en su propia asamblea; segundo, cada grupo de diez era sometido a un segundo sorteo, centralizado en Atenas y que determinaba el grupo final de los diez, uno por tribu, que serían los nueve arcontes y los secretarios tesmótetas. Después se elegían los suplentes, que reemplazarían automáticamente a un titular recusado durante su dokimasia, y se sometían a su vez a dokimasia.

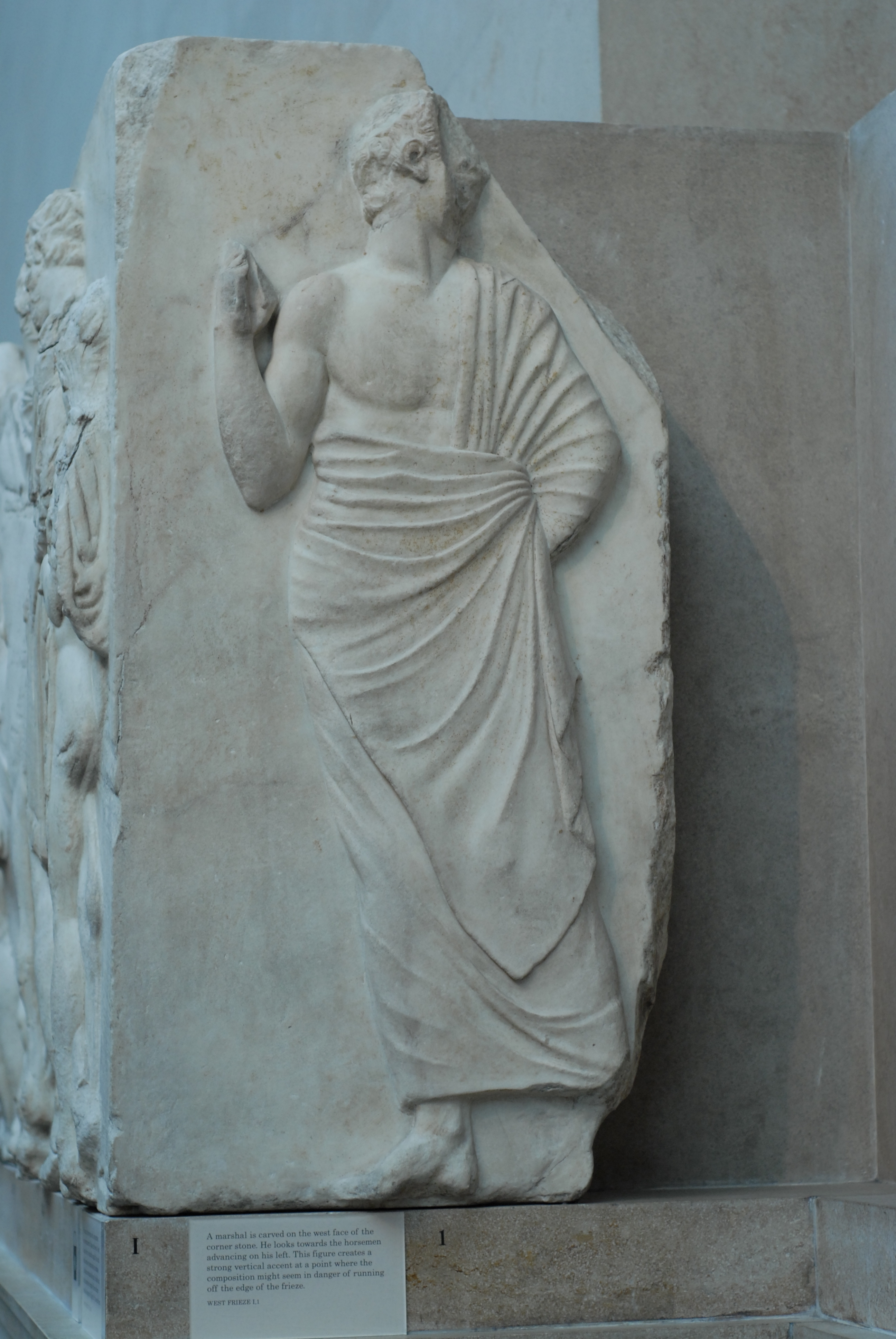
Placa oeste I, figura oeste 1 de la esquina noroeste friso del Partenón: magistrado situado al principio de la procesión. (Museo Británico).

El resto de los magistrados eran objeto de un único procedimiento centralizado. Hacía falta un representante por cada tribu  y se procedía colegio por colegio. Cada vez, se autorizaba a postular a cualquier persona que no había ejercido aún esa magistratura concreta. Probablemente, los candidatos que no habían sido elegidos tenían la posibilidad de presentarse a los sorteos siguientes. En estos sorteos también se elegían suplentes, al menos en una cierta proporción, debido a que las lagunas en los colegios de magistrados eran frecuentes, lo que demuestra que este tipo de precaución no bastaba para cubrir todas las vacantes. 
Este procedimiento centralizado era sin ninguna duda llevado a cabo en una única jornada. Era presidido por los tesmótetas y tenía lugar en el Teseion, situado cerca del Pritaneo, en el este de la Acrópolis de Atenas. Como los 110 nuevos magistrados debían someterse a una dokimasia antes de su posesión del cargo, el sorteo debía tener lugar poco antes del fin del año, probablemente al mismo tiempo que la elección de los magistrados militares, es decir, durante la séptima pritanía como pronto.
El centenar (o un poco más) de magistrados elegidos (y no sorteados) comprendía los magistrados militares, los encargados del entrenamiento de los efebos, los funcionarios financieros más importantes, algunos personas encargadas de los asuntos cultuales, como los epimeletas de los Misterios de Eleusis, y algunos otros más, como el superintendente del servicio de aguas.
La elección no era considerada antidemocrática, puesto que todos los ciudadanos podían votar y cada uno de ellos era en teoría elegible. Pero la historia de Atenas muestra que la combinación de la elección y del sorteo condujo en cierta medida a la concentración de poderes en manos de los magistrados elegidos.
La elección tenía lugar en la Ekklesía (Asamblea) a mano alzada. La sesión principal de elección tenía lugar lo más pronto posible después de la sexta pritanía (febrero), después de que los presagios fueran favorables. Hacía falta disponer de bastante tiempo para la dokimasia de los nuevos magistrados electos, que debían tomar posesión del cargo a comienzo del año siguiente (en julio). Pero únicamente los comandantes militares eran elegidos en esta sesión especial, bien antes del comienzo de la sesión militar. Los funcionarios financieros que empezaban a desempeñar sus funciones un mes después del comienzo del año, esto es, después de las fiestas de las Panateneas, eran elegidos probablemente más tarde que los estrategos.
La sesión de la elección era, como otras reuniones de la Asamblea, convocada por los pritanos. El Consejo debía presentar el proboulema habitual. Los ciudadanos que querían ser elegidos podían hacerse publicidad antes de la sesión. Los grupos como las heterías podían hacer campaña por uno de sus miembros, pero es probable que el proboulema contuviera una lista de los candidatos, que eran declarados oralmente durante la sesión. No estaba prohibido presentarse uno mismo, pero era habitual que un candidato fuera presentado por otro ciudadano presente. Todo ciudadano de pleno derecho podía ser propuesto y elegido en ausencia: aceptar su elección a un cargo era el deber de todo ciudadano, pero si había sido propuesto contra su voluntad, estaba autorizado a declinar su elección declarando bajo juramento que tenía una excusa legítima.
Del procedimiento concreto del voto, apenas se sabe nada, aparte de que se hacía a mano alzada, lo que como es normal, supone una estimación del resultado más que un recuento exacto. Sin embargo, dos pasajes de las Leyes de Platón  que se fundan probablemente en el ejemplo ateniense, proporcionarían cuatro nuevos puntos para su reconstrucción:
1. Los candidatos podían ser propuestos antes de la reunión, pero ello no impediría a los otros ser declarados después del comienzo de la sesión.
2. Las declaraciones de candidaturas y los votos (a favor o en contra) se hacían de forma alternativa y las nuevas candidaturas podían presentarse incluso después del comienzo de la votación.
3. En ciertos casos, se presentaba a un candidato como pretexto para oponerse a otro.
4. El voto se hacía a mano alzada y los electores podían elegir, tanto aceptar o rechazar un candidato como escoger entre dos candidatos concretos.[66]

Aplicando estos principios a Atenas, la elección de un colegio de diez magistrados puede ser reconstruida de la manera siguiente:  los candidatos eran propuestos uno a uno, y después de cada propuesta, el pueblo votaba a favor o en contra. A partir de que diez candidatos se habían asegurado ya la mayoría, los candidatos suplementarios solo podían ser propuestos contra uno de los que habían sido ya elegidos, y el voto se disputaba entre esos dos. Si el nuevo candidato obtenía la mayoría, vencía sobre su oponente. La operativa de admisión de candidaturas se daba por finalizada cuando no se presentaban más candidatos opositores. Si un colegio había de tener un representante de cada tribu, el procedimiento era el siguiente: se proponía un candidato por la primera tribu y el pueblo votaba a favor o en contra. El primero en obtener la mayoría era elegido, a menos que un oponente se presentara contra él, en cuyo caso el voto se disputaba entre ambos. Cuando terminaba la propuesta de candidatos por parte de esa tribu, el pueblo pasaba a la tribu siguiente, y así hasta la décima tribu.

## Remuneración
En una ciudad griega con un régimen democrático radical la regla fundamental era que los ciudadanos fueran remunerados por el ejercicio de sus derechos políticos, mientras que en las oligarquías, el principio era el contrario: todos los que servían debían hacerlo sin contraprestación económica. Los magistrados atenienses fueron pagados en el siglo V a. C. hasta la revolución oligárquica de 411 a. C., fecha en la que el salario de los magistrados fue casi totalmente abolido. Cuando la democracia fue restaurada en 403/402 a. C., los atenienses restablecieron el salario de los tribunales, del Consejo y poco después lo crearon para la Asamblea (Ekklesía), pero en ningún momento volvieron a cobrarlo los magistrados. La mayoría de ellos, que habían sido elegidos o sorteados, sirvieron al Estado sin una remuneración regular: la única excepción fueron los arcontes  que fueron remunerados incluso durante el régimen de Los Cuatrocientos , los magistrados de ultramar  y algunos otros.
La abolición del salario de los magistrados atenienses supuso un retroceso en relación con los principios de la democracia radical y un signo de que además los atenienses habían optado a partir de 403/402 a. C. por una forma moderada de democracia.

## Funciones
La mayoría de los magistrados tenían unas tareas minuciosamente definidas. Numerosos colegios se repartían en grupos de magistrados acorde con sus funciones.

### En Atenas
La clasificación que hace Aristóteles en su libro IV de la Política, se atiene a diez esferas de actividad en torno a las cuales se organizan las funciones de los magistrados civiles:
1. El control del comercio en los mercados.
2. La supervisión de los edificios públicos y privados, de los caminos y del abastecimiento de agua.
3. La vigilancia del territorio.
4. La gestión de las finanzas públicas.
5. La preparación y la presidencia de los procesos.
6. La ejecución de las sentencias.
7. El alto mando del ejército y de la marina de guerra.
8. El control de los otros magistrados.
9. La presidencia de las asambleas políticas.
10. La administración del culto y de los santuarios.

## Clasificación

### En Atenas
Aristóteles divide las magistraturas en seis categoría principales:
1. Magistrados religiosos.
2. Comandantes de las fuerzas terrestres y navales.
3. Magistrados de las finanzas.
4. Inspectores.
5. Magistrados judiciales.
6. Comisiones de organización de la Asamblea del pueblo.

## Funcionamiento colegial
El ejercicio colegiado suponía que todos los miembros de un colegio estaban en pie de igualdad: no había un presidente fijo y ningún miembro tenía más autoridad que otro.
Las decisiones de un colegio debían resultar de un debate entre sus miembros; en caso de desacuerdo disponían del recurso a la votación: la decisión de la mayoría era vinculante.
Según las leyes y decretos, eran los colegios en su conjunto, quienes se asignaban las tareas. Debían administrar colectivamente los presupuestos que gestionaban en nombre de todos. Así pues un colegio administraba colectivamente; pero había una inadecuación entre esta gestión y el sistema legislativo ateniense, fundado en la responsabilidad individual, hasta el punto que solo un individuo podía ser acusado ante un tribunal, y no un colegio de magistrados. Para hacerlos responder por su administración, habría que entablar tantos juicios como miembros.
El ejercicio colegial no impedía la atribución de funciones particulares entre los miembros de un colegio. Además, la mayoría estaban compuestos de un miembro por tribu y las tareas eran repartidas de forma que cada uno se ocupaba de la que más concernía a su propia tribu. De hecho, la división de tareas fue mucho más allá de las divisiones puramente tribales. Era frecuente que las leyes y decretos atribuyeran una tarea específica a un único miembro del colegio.